# Горњи Срб
Горњи Срб је бивше насељено мјесто у општини Грачац, југоисточна Лика, Република Хрватска.

## Географија
Горњи Срб је удаљен око 35 км сјевероисточно од Грачаца.

## Историја
Горњи Срб се до августа 1995. године налазио у Републици Српској Крајини.

## Становништво
Горњи Срб се до пописа становништва 1971. налазио у саставу општине Срб, а до августа 1995. у саставу општине Доњи Лапац.
На попису 2011. године са насељем Доњи Срб уједињен је у јединствено насеље Срб.
| Националност       | 1991. | 1981. | 1971. | 1961. |
| Срби               | 354   | 315   | 338   | 356   |
| Хрвати             | 1     | 3     | 2     | 8     |
| Југословени        |       |       | 2     |       |
| Црногорци          |       |       |       | 1     |
| остали и непознато | 1     |       | 4     | 1     |
| Укупно             | 356   | 318   | 346   | 366   |

| Демографија | Демографија | Демографија |
| Година      | Становника  | Становника  |
| ----------- | ----------- | ----------- |
| 1961.       | 366         |             |
| 1971.       | 346         |             |
| 1981.       | 318         |             |
| 1991.       | 356         |             |
| 2001.       | 79          |             |

## Попис1991.
На попису становништва 1991. године, насељено место Горњи Срб је имало 356 становника, следећег националног састава:
| Попис 1991.‍ | Попис 1991.‍ | Попис 1991.‍ | Попис 1991.‍ | Попис 1991.‍ |
| ----------- | ----------- | ----------- | ----------- | ----------- |
|             |             |             |             |             |
| Срби        | Срби        |             | 354         | 99,43%      |
| Немци       | Немци       |             | 1           | 0,28%       |
| Хрвати      | Хрвати      |             | 1           | 0,28%       |
| укупно: 356 |             |             |             |             |